# Polyocha achromatella
Polyocha achromatella är en fjärilsart som beskrevs av George Francis Hampson 1918. Polyocha achromatella ingår i släktet Polyocha och familjen mott. Inga underarter finns listade i Catalogue of Life.